# Grusse
Grusse è una frazione del comune di Val-Sonnette, nel dipartimento del Giura nella regione della Borgogna-Franca Contea. In precedenza comune autonomo, il 1º gennaio 2017 è confluito insieme agli ex comuni di Bonnaud, Vercia e Vincelles (a cui si è aggiunto, il 1º gennaio 2025 Sainte-Agnès) nel nuovo comune di Val-Sonnette.

## Società

### Evoluzione demografica
Abitanti censiti